# Anna Maria Mozzoni
Anna Maria Mozzoni, född 1837, död 1920, var en italiensk feminist, författare och journalist. Hon engagerade sig för kvinnlig rösträtt och har kallats grundaren av den italienska kvinnorättsrörelsen.
Anna Maria Mozzoni var dotter till matematikern Giuseppe Mozzoni och Delfina Piantanida. Hon var mellan 1886 och 1893 gift med greve Malatesta Covo Simoni.
Hon utbildades på en flickskola i Milano, men hade också i hemmet tillgång till verk av upplysningstidens författare, och blev tidigt ateist och republikan. År 1864 kritiserade hon den italienska civillagen med skriften La donna e i suoi rapporti sociali. Hon översatte 1877 Förtrycket av kvinnorna av John Stuart Mill till italienska. 1878 representerade hon Italien vid den internationella konferensen om kvinnors rättigheter i Paris. Hon grundade Italiens första kvinnorörelse, Lega promotrice degli interessi femminili, i Milano 1879. Mozzoni tilldrog sig stor uppmärksamhet då hon 1885 tillsammans med parlamentarikern Agostino Bertani, besökte Giovanni Passannante, som hade fängslats efter sitt mordförsök på monarken, och uttryckte sympati för honom: efter detta blev dock Passannante förklarade mentalt sjuk och undgick avrättning.
Mozzoni protesterade i den offentliga debatten mot åsikten att kvinnor var intelligensmässigt underlägsna av naturen: hon medgav att de flesta kvinnor var okunniga, men inte av födsel utan av brist på bildning. På grund av att de flesta kvinnor var obildade krävde hon länge endast kommunal rösträtt för kvinnor innan hon började propagera för nationell rösträtt. Hon presenterade ett förslag om kvinnlig rösträtt till det italienska parlamentet år 1877 och 1906, båda gångerna förgäves.